# Fritz

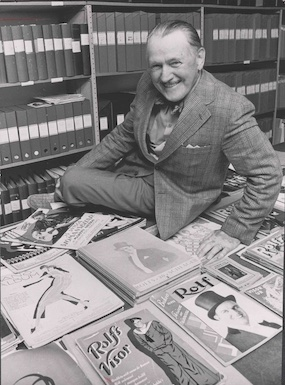
Fritz Gustaf Sundelöf, 1960.

Mansnamnet Fritz eller Frits är en smekform av det tyska namnet Friedrich, som motsvarar det svenska namnet Fredrik vilket betyder 'fredsfurste'.
Under större delen av 1900-talet har namnet varit ovanligt i Sverige. Trenden är dock just nu[när?] uppåtgående. Den 31 december 2009 fanns det totalt 4 054 personer i Sverige med namnet Fritz eller Frits, varav 1 518 med det som tilltalsnamn. År 2003 fick 47 pojkar namnet, varav 8 fick det som tilltalsnamn.
Namnsdag: 18 juli, (1986–1992: 14 januari, 1993–2000: 18 februari).

## Personer med namnet Fritz/Frits
- Fritz Arlberg, operasångare, översättare av operalibretton
- Fritz Busch, tysk dirigent
- Fritz von Dardel, militär och tecknare
- Fritz Eckert, arkitekt
- Fritz Haber, tysk kemist, nobelpristagare 1918
- Fritz Kreisler, österrikisk violonist och kompositör
- Fritz Lang, tysk-amerikansk filmregissör
- Fritz Lindblom, friidrottare
- Fritz Lipmann, tysk-amerikansk biokemist, mottagare av Nobelpriset i fysiologi eller medicin 1953
- Frits Läffler, språkvetare
- Fritz Pregl, slovensk kemist från Österrike, mottagare av Nobelpriset i kemi 1923
- Fritz Reiner, amerikansk dirigent
- Fritz Sauckel, tysk nazistisk politiker
- Fritz Sjöström, viskompositör och konstnär
- Fritz Gustaf Sundelöf, sångtextförfattare
- Fritz Thorén, författare
- Fritz Thyssen, tysk industriman
- Fritz Todt, tysk ingenjör och nazist
- Fritz Walter, tysk fotbollsspelare
- Fritz Wunderlich, tysk sångare
- Frits Zernike, nederländsk fysiker, nobelpristagare 1953

## Efternamn
- Elisabeth Fritz (död 1752), svensk sidenfabrikör
- Elisabeth Massi Fritz (född 1967), svensk brottmålsadvokat
- Jesper Fritz, friidrottare
- Martin Fritz, professor